# Guatemala az 1988. évi nyári olimpiai játékokon
Guatemala a dél-koreai Szöulban megrendezett 1988. évi nyári olimpiai játékok egyik részt vevő nemzete volt. Az országot az olimpián 8 sportágban 28 sportoló képviselte, akik érmet nem szereztek.

## Atlétika
Női
| Versenyző       | Versenyszám | Eredmény | Helyezés |
| --------------- | ----------- | -------- | -------- |
| María del Pilar | Maraton     | 2:51:33  | 53.      |

## Birkózás
Kötöttfogású
| Versenyző             | Versenyszám | Vigaszágas kiesés                                                         | Vigaszágas kiesés | Helyosztók        | Helyosztók        | Bronz- mérkőzés   | Döntő             | Helyezés    |
| Versenyző             | Versenyszám | Vigaszágas kiesés                                                         | Vigaszágas kiesés | 7. helyért        | 5. helyért        | Bronz- mérkőzés   | Döntő             | Helyezés    |
| Versenyző             | Versenyszám | Ellenfél Eredmény                                                         | Hely.             | Ellenfél Eredmény | Ellenfél Eredmény | Ellenfél Eredmény | Ellenfél Eredmény | Helyezés    |
| --------------------- | ----------- | ------------------------------------------------------------------------- | ----------------- | ----------------- | ----------------- | ----------------- | ----------------- | ----------- |
| Edvin Eduardo Vázquez | 52 kg       | A csoport · Tibor Jankovics (TCH) · kétvállas · Serge Robert (FRA) · 0–15 | 9.                | kiesett           | kiesett           | kiesett           | kiesett           | helyezetlen |

Szabadfogású
| Versenyző             | Versenyszám | Vigaszágas kiesés                                                            | Vigaszágas kiesés | Helyosztók        | Helyosztók        | Bronz- mérkőzés   | Döntő             | Helyezés    |
| Versenyző             | Versenyszám | Vigaszágas kiesés                                                            | Vigaszágas kiesés | 7. helyért        | 5. helyért        | Bronz- mérkőzés   | Döntő             | Helyezés    |
| Versenyző             | Versenyszám | Ellenfél Eredmény                                                            | Hely.             | Ellenfél Eredmény | Ellenfél Eredmény | Ellenfél Eredmény | Ellenfél Eredmény | Helyezés    |
| --------------------- | ----------- | ---------------------------------------------------------------------------- | ----------------- | ----------------- | ----------------- | ----------------- | ----------------- | ----------- |
| Edvin Eduardo Vázquez | 52 kg       | A csoport · Bernardo Olvera (MEX) · kétvállas · Thierry Bourdin (FRA) · 0–16 | 10.               | kiesett           | kiesett           | kiesett           | kiesett           | helyezetlen |

## Kerékpározás

### Országúti kerékpározás
Férfi
| Versenyző                                                | Versenyszám     | Idő                  | Helyezés |
| -------------------------------------------------------- | --------------- | -------------------- | -------- |
| Andrés Torres                                            | Mezőnyverseny   | 4:32:56 (+0:34)      | 84.      |
| Óscar Aquino                                             | Mezőnyverseny   | 4:32:56 (+0:34)      | 86.      |
| Víctor Lechuga                                           | Mezőnyverseny   | 4:44:37 (+12:15)     | 100.     |
| Óscar Aquino Julio Illescas Víctor Lechuga Andrés Torres | Csapat időfutam | 2:18:58,7 (+21:11,0) | 26.      |

### Pálya-kerékpározás
Időfutam
| Név       | Versenyszám  | Idő      | Helyezés |
| --------- | ------------ | -------- | -------- |
| Max Leiva | Férfi egyéni | 1:09,214 | 23.      |

## Labdarúgás
| Guatemalai férfi labdarúgócsapat-játékoskeret | Guatemalai férfi labdarúgócsapat-játékoskeret |
| --- | --- |
| - Adán Paniagua - Alejandro Ortíz - Allan Wellman - Byron Pérez - Carlos Castañeda - David Gardiner - Edgar Jérez - Jaime Batres - Juan Manuel Dávila | - Juan Manuel Fuñes - Kevin Sandoval - Julio Alberto Rodas - Luis López - Norman Delva - Ricardo Piccinini - Rocael Mazariegos - Víctor Hugo Monzón - Jaime Batres |

### Eredmények
Csoportkör
B csoport
| Csapat            | M | Gy | D | V | Rg | Kg | Gk  | P |
| ----------------- | - | -- | - | - | -- | -- | --- | - |
| Zambia (ZAM)      | 3 | 2  | 1 | 0 | 10 | 2  | +8  | 5 |
| Olaszország (ITA) | 3 | 2  | 0 | 1 | 7  | 6  | +1  | 4 |
| Irak (IRQ)        | 3 | 1  | 1 | 1 | 5  | 4  | +1  | 3 |
| Guatemala (GUA)   | 3 | 0  | 0 | 3 | 2  | 12 | –10 | 0 |

| 1988. szeptember 17. 17:00 (UTC+9) |

| Olaszország (ITA)                                          | 5–2               | Guatemala (GUA)           |
| ---------------------------------------------------------- | ----------------- | ------------------------- |
| Carnevale 3' Evani 11' Virdis 34' Ferrara 38' Desideri 75' | (4–1) Jegyzőkönyv | Castañeda 7' Paniagua 79' |

| Gwangju Stadium, Gwangju Nézőszám: 12 000 Játékvezető: Takada Sizuo (japán) |

| 1988. szeptember 19. 19:00 (UTC+9) |

| Irak (IRQ)                                  | 3–0               | Guatemala (GUA) |
| ------------------------------------------- | ----------------- | --------------- |
| Radhi 57' Taufek 67' Mazariegos 72' (öngól) | (0–0) Jegyzőkönyv |                 |

| Hanbat Stadium, Daejeon Nézőszám: 23 500 Játékvezető: Jean Fidele Diramba (gaboni) |

| 1988. szeptember 21. 17:00 (UTC+9) |

| Zambia (ZAM)                      | 4–0               | Guatemala (GUA) |
| --------------------------------- | ----------------- | --------------- |
| Makinka 53' 85' K. Bwalya 79' 82' | (0–0) Jegyzőkönyv |                 |

| Gwangju Stadium, Kvangdzsu Nézőszám: 9000 Játékvezető: Dzsászim Mandí (bahreini) |

| Csapat          | Helyezés |
| --------------- | -------- |
| Guatemala (GUA) | 13.      |

## Ökölvívás
| Versenyző      | Versenyszám | Selejtező         | 32-es főtábla                | Nyolcaddöntő      | Negyeddöntő       | Elődöntő          | Döntő             | Helyezés |
| Versenyző      | Versenyszám | Ellenfél Eredmény | Ellenfél Eredmény            | Ellenfél Eredmény | Ellenfél Eredmény | Ellenfél Eredmény | Ellenfél Eredmény | Helyezés |
| -------------- | ----------- | ----------------- | ---------------------------- | ----------------- | ----------------- | ----------------- | ----------------- | -------- |
| Giovanni Pérez | Harmatsúly  | erőnyerő          | Kennedy McKinney (USA) · RSC | kiesett           | kiesett           | kiesett           | kiesett           | 17.      |

RSC – a mérkőzésvezető megállította a mérkőzést

## Sportlövészet
Férfi
| Versenyző    | Versenyszám     | Selejtező | Selejtező | Döntő   | Döntő    |
| Versenyző    | Versenyszám     | Pont      | Helyezés  | Pont    | Helyezés |
| ------------ | --------------- | --------- | --------- | ------- | -------- |
| Carlos Silva | Futócéllövészet | 569       | 23.       | kiesett | kiesett  |

## Torna
Női
| Versenyző            | Versenyszám      | Selejtező | Selejtező | Döntő    | Döntő    |
| Versenyző            | Versenyszám      | Pontszám  | Helyezés  | Pontszám | Helyezés |
| -------------------- | ---------------- | --------- | --------- | -------- | -------- |
| María Flores-Wurmser | Talaj            | 18,825    | 76.       | kiesett  | kiesett  |
| María Flores-Wurmser | Ugrás            | 19,050    | 60.       | kiesett  | kiesett  |
| María Flores-Wurmser | Felemás korlát   | 18,650    | 79.       | kiesett  | kiesett  |
| María Flores-Wurmser | Gerenda          | 18,800    | 66.       | kiesett  | kiesett  |
| María Flores-Wurmser | Egyéni összetett | 75,325    | 76.       | kiesett  | kiesett  |

## Úszás
Női
| Versenyző      | Versenyszám    | Előfutam | Előfutam | Előfutam | Döntő   | Döntő   | Döntő   | Helyezés |
| Versenyző      | Versenyszám    | Idő      | Hely.    | Össz.    | Típus   | Idő     | Hely.   | Helyezés |
| -------------- | -------------- | -------- | -------- | -------- | ------- | ------- | ------- | -------- |
| Blanca Morales | 100 m pillangó | 1:05,02  | 4.       | 28.      | kiesett | kiesett | kiesett | kiesett  |
| Blanca Morales | 200 m pillangó | 2:19,28  | 1.       | 21.      | kiesett | kiesett | kiesett | kiesett  |